# Maryland megyéinek listája
Ez a lista Maryland állam megyéit sorolja fel.

## A lista
| Név                   | Főváros          | Alapítása  | Névadó                                                             | Terület (km²) | Népesség | Kép | Helyjelölő térkép |
| --------------------- | ---------------- | ---------- | ------------------------------------------------------------------ | ------------- | -------- | --- | ----------------- |
| Allegany megye        | Cumberland       | 1789       | Allegheny Mountains                                                | 1113          | 68106    |     |                   |
| Anne Arundel megye    | Annapolis        | 1650       | Anne Arundell                                                      | 1523          | 588261   |     |                   |
| Baltimore megye       | Towson           | 1659       | Cecilius Calvert                                                   | 1766          | 854535   |     |                   |
| Calvert megye         | Prince Frederick | 1654       | Baron Baltimore                                                    | 894           | 92783    |     |                   |
| Caroline megye        | Denton           | 1773       | Caroline Eden                                                      | 844           | 33293    |     |                   |
| Carroll megye         | Westminster      | 1837       | Charles Carroll of Carrollton                                      | 1172          | 172891   |     |                   |
| Cecil megye           | Elkton           | 1674       | Cecilius Calvert                                                   | 1082          | 103725   |     |                   |
| Charles megye         | La Plata         | 1658       | Charles Calvert, 3rd Baron Baltimore                               | 1666          | 166617   |     |                   |
| Dorchester megye      | Cambridge        | 1668       | Edward Sackville, 4th Earl of Dorset                               | 2546          | 32531    |     |                   |
| Frederick megye       | Frederick        | 1748       | Frigyes Lajos walesi herceg Frederick Calvert, 6th Baron Baltimore | 1728          | 271717   |     |                   |
| Garrett megye         | Oakland          | 1872       | John W. Garrett                                                    | 1699          | 28806    |     |                   |
| Harford megye         | Bel Air          | 1773       | Henry Harford                                                      | 1364          | 260924   |     |                   |
| Howard megye          | Ellicott City    | 1838       | John E. Howard                                                     | 657           | 332317   |     |                   |
| Kent megye            | Chestertown      | 1642-12-16 | Kent                                                               | 1073          | 19198    |     |                   |
| Montgomery megye      | Rockville        | 1776-09-06 | Richard Montgomery                                                 | 491.25        | 1062061  |     |                   |
| Prince George's megye | Upper Marlboro   | 1696-04    | Oldenburgi György cumberlandi herceg                               | 1291          | 967201   |     |                   |
| Queen Anne’s megye    | Centreville      | 1706       | Anna brit királynő                                                 | 1370          | 49874    |     |                   |
| Saint Mary's megye    | Leonardtown      | 1637       | Szűz Mária                                                         | 1582          | 113777   |     |                   |
| Somerset megye        | Princess Anne    | 1666       | Mary, Lady Somerset                                                | 1582          | 24620    |     |                   |
| Talbot megye          | Easton           | 1661       | Lady Grace Talbot                                                  | 1235          | 37526    |     |                   |
| Washington megye      | Hagerstown       | 1776       | George Washington                                                  | 467           | 154705   |     |                   |
| Wicomico megye        | Salisbury        | 1867       | Wicomico River                                                     | 400           | 103588   |     |                   |
| Worcester megye       | Snow Hill        | 1742       | Mary, Lady Somerset                                                | 695           | 52460    |     |                   |